# Holberg (cráter)
Holberg es un cráter de impacto de 64 km de diámetro del planeta Mercurio. Debe su nombre al escritor  danés Ludvig Holberg (1684-1754), que fue aprobado por la  Unión Astronómica Internacional en 1976.